# Aphoebantus gluteatus
Aphoebantus gluteatus är en tvåvingeart som beskrevs av Axel Leonard Melander 1950. Aphoebantus gluteatus ingår i släktet Aphoebantus och familjen svävflugor.
Artens utbredningsområde är Arizona. Inga underarter finns listade i Catalogue of Life.